# ليمان وايت
ليمان وايت (بالإنجليزية: Lyman White)‏ هو لاعب كرة قدم أمريكية أمريكي، ولد في 3 يناير 1959 في لافاييت في الولايات المتحدة.

## وصلات خارجية
- ليمان وايت على موقع مرجع كرة القدم المحترفة.كوم (الإنجليزية)